# Brandan Barat
Brandan Barat is een bestuurslaag in het regentschap Langkat van de provincie Noord-Sumatra, Indonesië. Brandan Barat telt 5070 inwoners (volkstelling 2010).